# Hepat

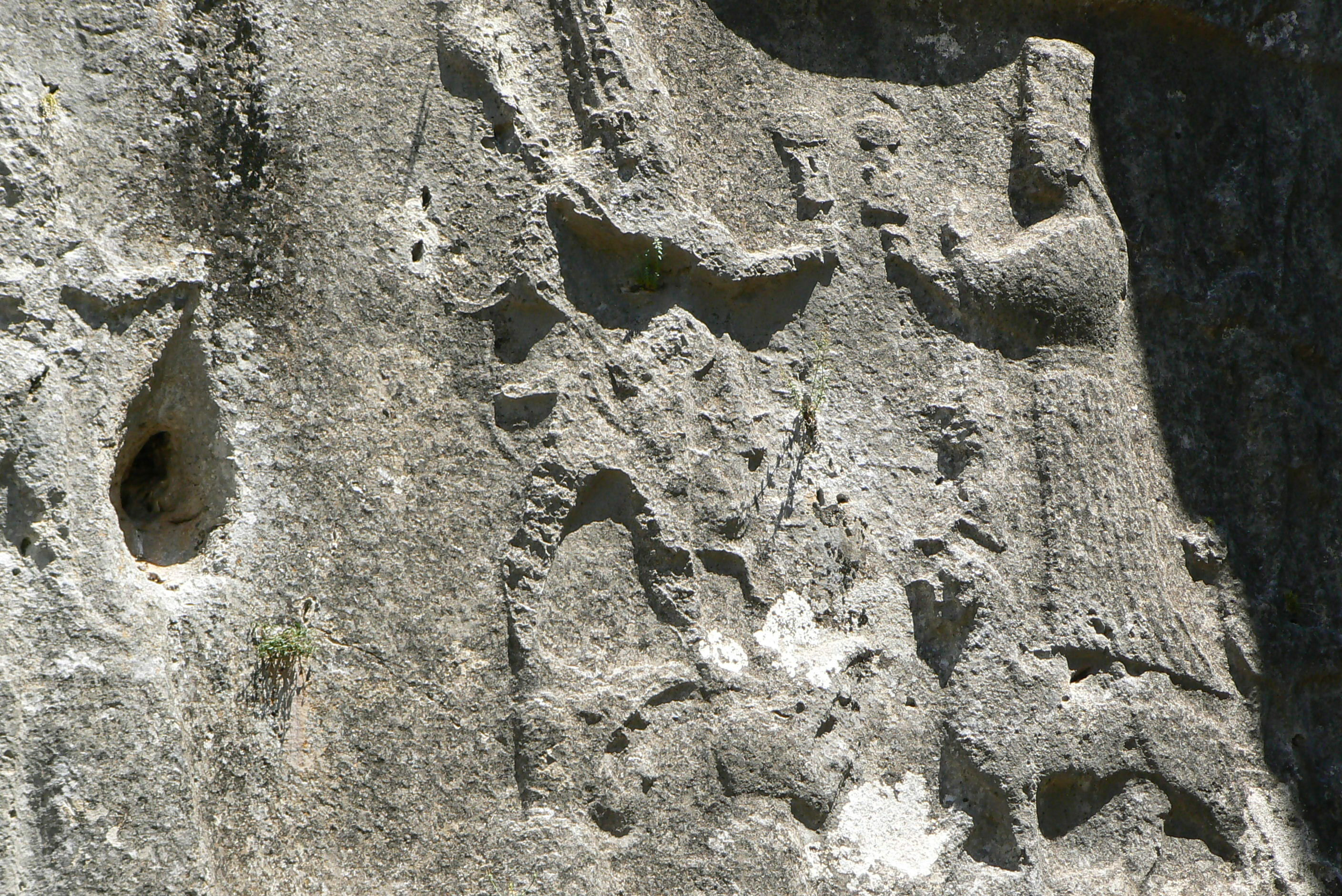
Teshub en Hepat, kamer A van het hettitische rotsheiligdom Yazılıkaya

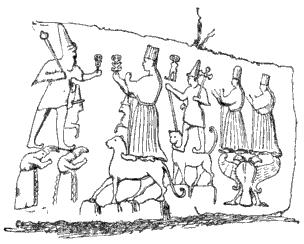
Centraal reliëf gebeeldhouwd onder koning Tudhaliya IV (1240-1215 v.C). Van links naar rechts: de stormgod van de Hurrieten Teshub op twee berggoden, de Hurriteische zonnegodin Hebat (ook wel bekend als Aruna of Arinna) op een katachtige, hun zoon Sharruma op een katachtige, twee vrouwelijke godinnen op een tweekoppige adelaar.

Hepat of Hebat was een vooraanstaande godin in de mythologie van de Armeniërs, Hurriërs en de Hettieten. Zij was de vrouw van de weergod Tesjub en de moeder van Sharruma. Zij droeg als epitheton "Koningin der Hemelen". Hepat werd afgebeeld al zittend op een troon of al staande op een leeuw. Dit was ook haar heilig troeteldier. Hoewel Hepat eigenlijk geen zonnegodin is, is ze in de loop van de traditie gelijkgesteld met de zonnegodin van Arinna of Aruna. Het voornaamste heiligdom waar Hepat vereerd werd, was het rotsheiligdom Yazılıkaya in Anatolië.
Hepat werd in een groot deel van het oude Midden-Oosten vereerd. Haar naam komt ook in diverse persoonsnamen terug. Zo droeg een koning van Jeruzalem, die in de Amarna-brieven genoemd wordt, de naam Abdi-Heba, wat "dienaar van Hebat" betekent.